# Carpodacini
Carpodacini – plemię ptaków z rodziny łuszczakowatych (Fringillidae).

## Występowanie
Plemię obejmuje gatunki występujące w Eurazji.

## Systematyka
Do plemienia zalicza się następujące rodzaje:
- Erythrina – jedynym przedstawicielem jest Erythrina erythrina – dziwonia zwyczajna
- Haematospiza – jedynym przedstawicielem jest Haematospiza sipahi – dziwonia szkarłatna
- Chaunoproctus – jedynym przedstawicielem jest Chaunoproctus ferreorostris – łuskówka
- Carpodacus